# Skin Alley
Skin Alley – brytyjski zespół muzyczny grający rock progresywny, jazz-rock oraz jazz fusion. Został założony przez Thomasa Crimble'a (gitara basowa, śpiew) i Alvina Pope’a (perkusja) jesienią 1968 roku. Grupa istniała do 1974 roku.

## Historia
W pierwotnym składzie zespołu oprócz Crimble'a i Pope’a znaleźli się Max Taylor (gitara) oraz Jeremy Sagar (śpiew). Na początku 1969 roku Taylor i Sagar odeszli, a na ich miejsce zajęli Krzysztof Henryk Juszkiewicz (instrumenty klawiszowe, arkodeon), muzyk polskiego pochodzenia oraz Bob James (gitara, saksofon, flet, śpiew).
Zespół w tym zestawieniu podpisał kontrakt z CBS Records. Debiutancki album Skin Alley oraz To Pagham and Beyond ukazały się w 1970 roku. Jednak jeszcze w tym samym roku przed ukończeniem drugiego albumu Crimble odszedł do Hawkwind. Crimble był później współtwórcą festiwalu Glastonbury. Został zastąpiony przez Nicka Grahama (gitara basowa, flet, śpiew, instrumenty klawiszowe; ex-Atomic Rooster; nie mylić z Nickym Grahamem z The End i Tucky Buzzard) i to z nim ukończono pracę. Graham zaśpiewał w dwóch utworach. Z kolei Pope został później zastąpiony przez Tony’ego Knighta.
W maju 1972 roku Skin Alley wystąpił na sponsorowanym przez New Musical Express festiwalu Lincoln Giants of Tomorrow. Przejście do wytwórni Transatlantic Records w 1972 roku zainicjowało wydanie trzeciego albumu zespołu Two Quid Deal?. Na ich czwartym i ostatnim albumie Skintight, który został wydany w 1973 roku, zespół grał bardziej komercyjnego, mainstreamowego rocka z dużą ilością orkiestracji oraz aranżacji dętych. Wkrótce potem grupa rozpadła się, a Graham odniósł największy sukces w swojej karierze po wydaniu Skintight grając w zespołach m.in. w Alibi oraz w The Humans we wczesnych latach 80.
Amerykański oddział wytwórni Columbia Records nie był zainteresowany zespołem i odmówił wydania któregokolwiek z albumów Skin Alley w Stanach Zjednoczonych. Trzeci i czwarty album zostały wydane w USA przez Stax Records. Mimo że Stax Records chciał rozszerzyć swój repertuar na rocka, nie odniosła sukcesu w promowaniu swoich rockowych projektów, a oba albumy Skin Alley zostały w dużej mierze zignorowane w USA.
Cover utworu Living In Sin nagrała grupa Test z Wojciechem Gąssowskim jako wokalistą.

## Członkowie zespołu
- Thomas Crimble – gitara basowa, śpiew, instrumenty klawiszowe, harmonijka ustna
- Bob James – gitara, śpiew, saksofon, flet
- Krzysztof Henryk Juszkiewicz – organy, fortepian, akordeon, klawesyn, melotron, śpiew, trąbka (zm. 2022)[9]
- Giles "Alvin" Pope – perkusja, instrumenty perkusyjne
- Nick Graham – gitara basowa, śpiew, instrumenty klawiszowe, flet
- Tony Knight – perkusja, śpiew

## Albumy studyjne
- Skin Alley (CBS 63847) marzec 1970
- To Pagham and Beyond (CBS 64140) grudzień 1970
- Two Quid Deal? (Transatlantic Big T TRA 260) październik 1972
- Skintight (Transatlantic Big T TRA 273) listopad 1973

## Single
- "Tell Me" / "Better Be Blind" (CBS 5045) 1970
- "You Got Me Danglin'" / "Skin Valley Serenade" (Big T BIG 506) 1972
- "In The Midnight Hour" / "Broken Eggs" (Big T BIG 511) 1972